# Rifrattometro

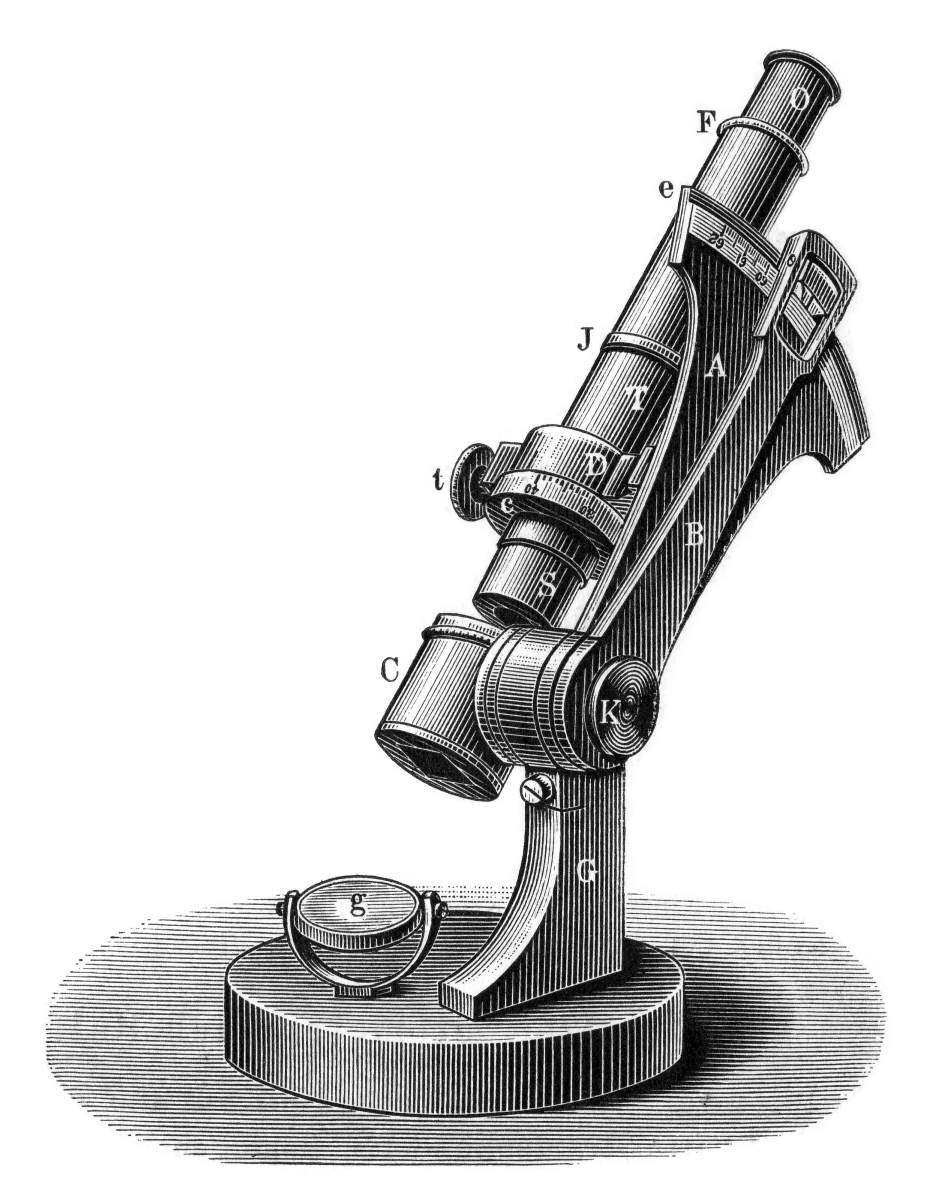
Rifrattometro di Abbe

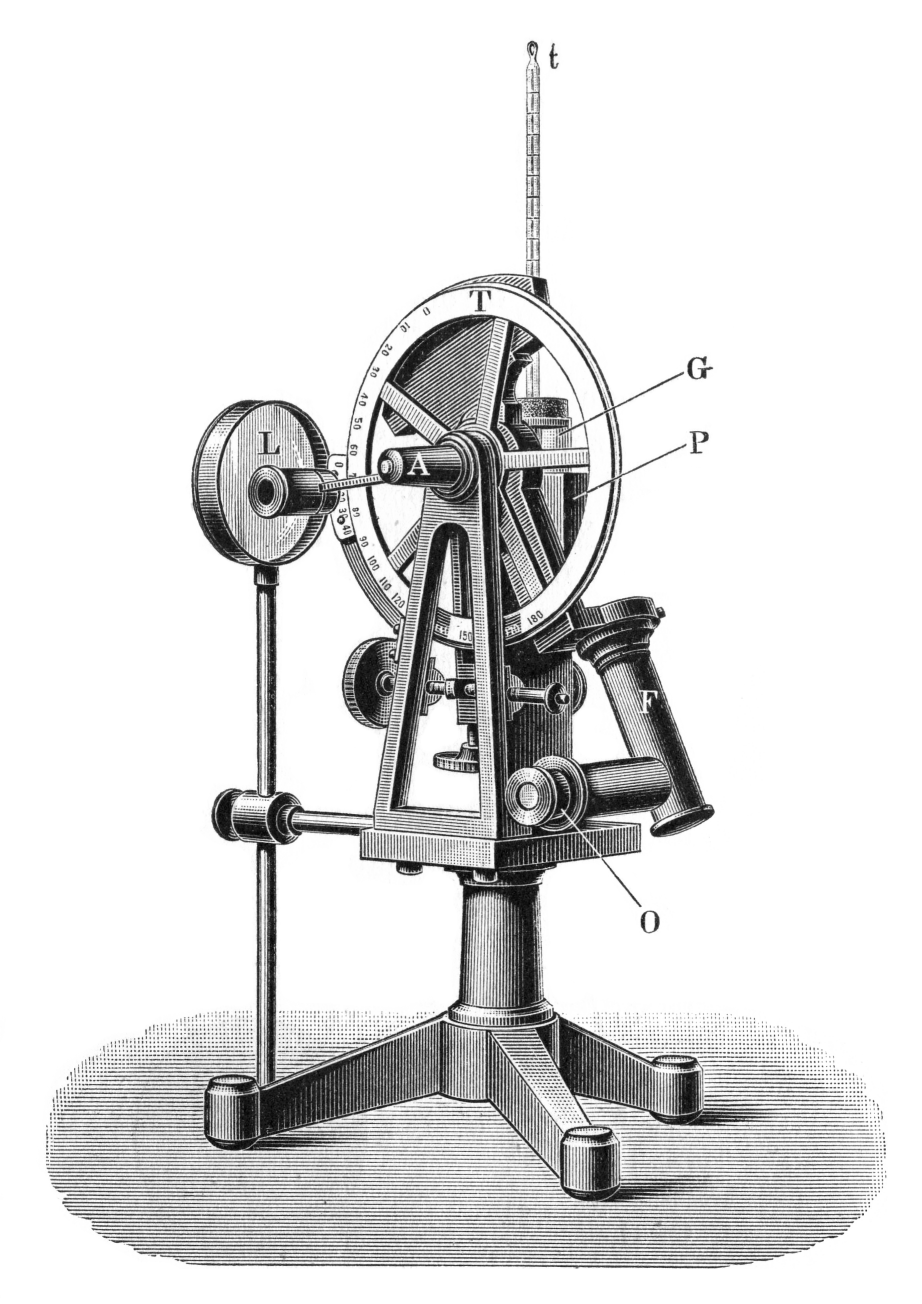
Rifrattometro di Pulfrich

Un rifrattometro è uno strumento di misura ottico utilizzato per determinare l'indice di rifrazione di una sostanza o qualche proprietà fisica di una sostanza che sia direttamente correlata al suo indice di rifrazione. Certi tipi di rifrattometri possono essere utilizzati per misurare gas, liquidi o anche solidi trasparenti o traslucenti come i minerali e le gemme.
Un rifrattometro può essere utilizzato per stabilire l'identità di una sostanza ignota sulla base del suo indice di rifrazione, per stabilire la purezza di una particolare sostanza o per determinare la concentrazione di una sostanza dissolta in un'altra. 
Comunemente i rifrattometri sono utilizzati per misurare concentrazioni fluide come il contenuto di zucchero (livello di Brix) di frutti, vegetali, succhi e bevande carboidratiche o per fluidi di taglio, peso specifico delle urine, concentrazione di proteine nel sangue, grado di umidità del miele (mielometro), salinità, proprietà antigelo, fluidi industriali. La rifrattometria permette anche di verificare la qualità, purezza e presenza di eventuali sofisticazioni di prodotti alimentari quali le bevande alcoliche, l'olio, il latte ed il burro.

## Tipi di rifrattometri
Ci sono quattro tipi principali di rifrattometri: i rifrattometri portatili tradizionali, i rifrattometri portatili digitali, i rifrattometri da laboratorio o rifrattometri di Abbe, i rifrattometri da processo. Esiste anche il rifrattometro Rayleigh che viene (tipicamente) utilizzato per misurare gli indici di rifrazione dei gas.
In Veterinaria, il rifrattometro viene utilizzato per misurare le proteine plasmatiche totali in un campione di sangue e il peso specifico delle urine. Nella diagnostica per le droghe da abuso, il rifrattometro viene utilizzato per misurare il peso specifico dell'urina umana.
I principali tipi di rifrattometri per fluidi sono: 

### Rifrattometro tradizionale
Il rifrattometro tradizionale è uno strumento professionale che permette il calcolo del grado zuccherino di liquidi. Generalmente viene utilizzato dai viticoltori per determinare il momento migliore per la vendemmia, in modo da ottenere un prodotto di qualità superiore e con un maggiore grado alcolico. Ha la forma di un cannocchiale con all'estremità un prisma che permette, all'interno dell'oculare, la lettura in diverse scale (Babo, Oechsle e Brix). Per compiere la misurazione si spalma una piccola quantità del liquido all'interno dello strumento aperto, si chiude l'oculare, si punta lo strumento verso la luce del Sole e si legge il valore dalla scala.

### Altri rifrattori
- rifrattometro digitale portatile;
- rifrattometro di Abbe;
- rifrattometro a immersione di Pulfrich;
- rifrattometro in linea.

È comunemente utilizzato anche un interferometro adattato per misure rifrattometriche.
In gemmologia, il rifrattometro è uno degli strumenti fondamentali tra le attrezzature utilizzate in un laboratorio gemmologico. Le pietre preziose sono minerali trasparenti e possono quindi essere esaminate con metodi ottici. L'indice di rifrazione è una costante del materiale, dipende dalla composizione chimica della sostanza. Il rifrattometro è usato per identificare materiali delle gemme misurando il loro indice di rifrazione, una delle proprietà principali utilizzate per determinare la tipologia di una pietra. A causa della dipendenza dell'indice di rifrazione dalla lunghezza d'onda della luce utilizzata (cioè la dispersione), la misura viene normalmente effettuata alla lunghezza d'onda della linea D del Sodio (NnD) di ~ 589 nm. Questa è sia filtrata dalla luce del giorno sia generata con un diodo emettitore di luce monocromatica (LED). Alcune pietre come rubini, zaffiri, tormaline e topazi sono otticamente anisotropi. Presentano cioè l'effetto di birifrangenza in funzione del piano di polarizzazione della luce. I due differenti indici di rifrazione sono identificati con un filtro polarizzatore. Questi rifrattometri sono disponibili sia come strumenti ottici classici sia come strumenti di misura elettronici con display digitale. 
Nella manutenzione degli acquari, un rifrattometro può essere utilizzato per misurare la salinità e il peso specifico dell'acqua. Nell'industria delle automobili, un rifrattometro può essere utilizzato per misurare la concentrazione del liquido di raffreddamento e il pH degli oli da taglio nei processi di lavorazione CNC. Nella produzione di birra artigianale, un rifrattometro può essere utilizzato per misurare il peso specifico prima della fermentazione per determinare la quantità di zuccheri fermentabili che potenzialmente possano essere convertiti in alcol.

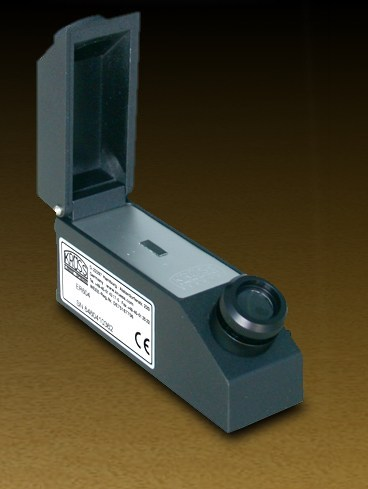
Rifrattometro per gemmologia ER604 usato per l'analisi delle pietre preziose; per gentile concessione di A. KRÜSS Optronic GmbH
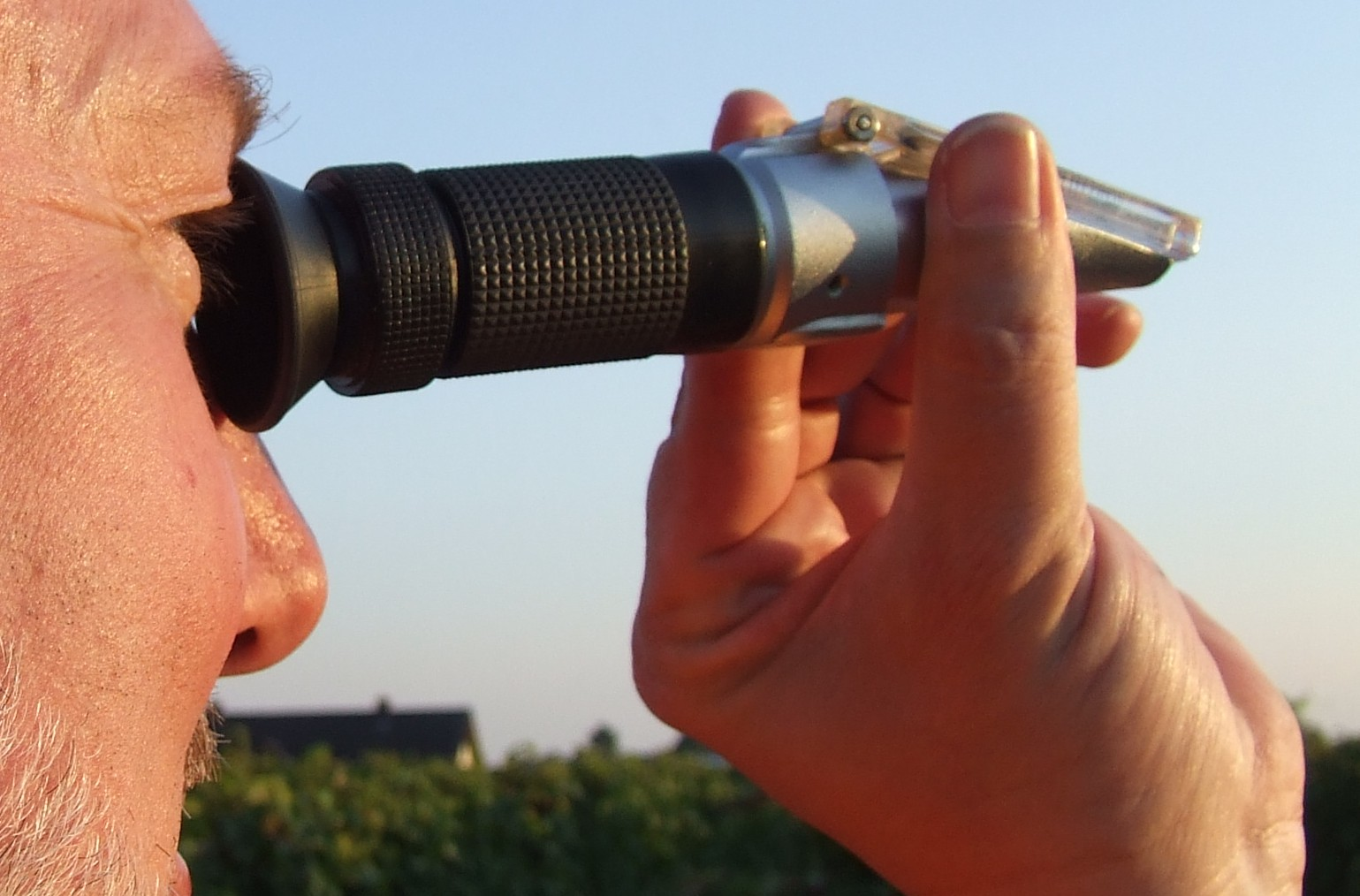
Un produttore di vino con un rifrattometro
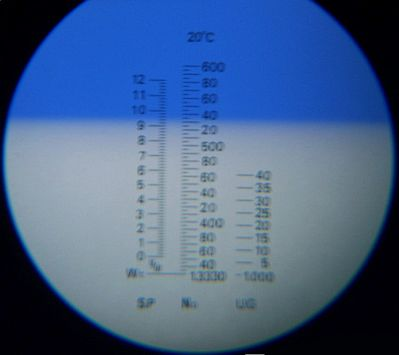
Rifrattometro automatico da banco

## Rifrattometri automatici

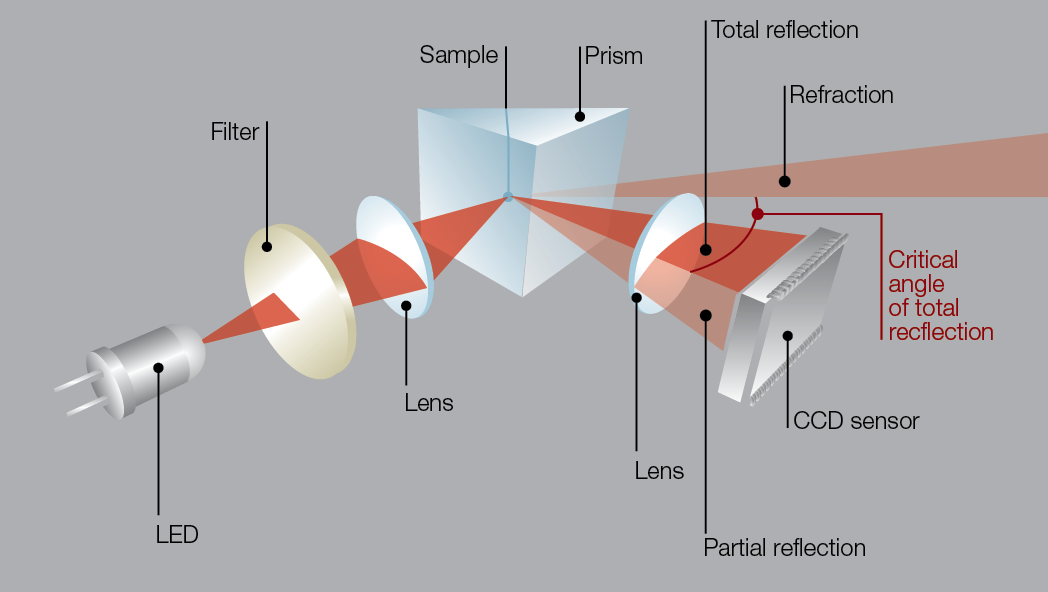
Schema di un rifrattometro automatico: una sorgente luminosa LED viene inviata con un'ampia gamma di angoli su una superficie di un prisma in contatto con un campione. In dipendenza della differenza nell'indice di rifrazione tra il materiale del prisma e il campione, la luce è in parte trasmessa o totalmente riflessa. L'angolo critico di riflessione totale viene determinato misurando l'intensità della luce riflessa in funzione dell'angolo incidente - Immagine da: Anton Paar GmbH, www.anton-paar.com.

I rifrattometri automatici misurano automaticamente l'indice di rifrazione di un campione. La misura dell'indice di rifrazione del campione si basa sulla determinazione dell'angolo critico di riflessione totale. Una sorgente di luce, di solito un LED a lunga durata, viene focalizzata sulla superficie di un prisma tramite un sistema di lenti. Un filtro di interferenza garantisce la lunghezza d'onda specificata. Per mezzo della focalizzazione della luce in un punto sulla superficie del prisma, si possono coprire una vasta gamma di angolazioni diverse. 
Come mostrato nella figura "configurazione schematica di un rifrattometro automatico" il campione misurato è a diretto contatto con il prisma di misura. In funzione del suo indice di rifrazione, la luce in entrata con un angolo inferiore all'angolo critico di riflessione totale viene in parte trasmessa nel campione, mentre con angoli maggiori di incidenza la luce viene totalmente riflessa. Questa dipendenza dell'intensità della luce riflessa dall'angolo di incidenza viene misurata con un detector array ad alta risoluzione.
L'indice di rifrazione del campione può essere calcolato dal segnale video recuperato con il sensore CCD. Questo metodo per rilevare l'angolo di riflessione totale è indipendente dalle proprietà del campione. È anche possibile misurare l'indice di rifrazione di un campione a densità ottica elevata o di un campione contenente bolle d'aria o particelle solide. Per la misura sono necessari solo pochi microlitri ed il campione può essere recuperato. Questa determinazione dell'angolo di rifrazione è indipendente da vibrazioni e da altre condizioni al contorno.

## Influenza della lunghezza d'onda
L'indice di rifrazione di un campione varia per quasi tutti i materiali per le diverse lunghezze d'onda. La relazione di dispersione è differente per ogni materiale. Nella gamma di lunghezza d'onda visibile sono osservabili una diminuzione dell'indice di rifrazione e quasi nessun assorbimento. Nella gamma di lunghezza d'onda ad infrarossi appaiono diversi massimi di assorbimento e variazioni dell'indice di rifrazione. Per garantire una misurazione di alta qualità con una precisione fino a 0,00002 nell'indice di rifrazione, la lunghezza d'onda deve essere determinata correttamente. Pertanto, nei rifrattometri moderni la lunghezza d'onda è sintonizzato su una larghezza di banda di + / - 0,2 nm, per garantire risultati corretti per campioni con differenti dispersioni.

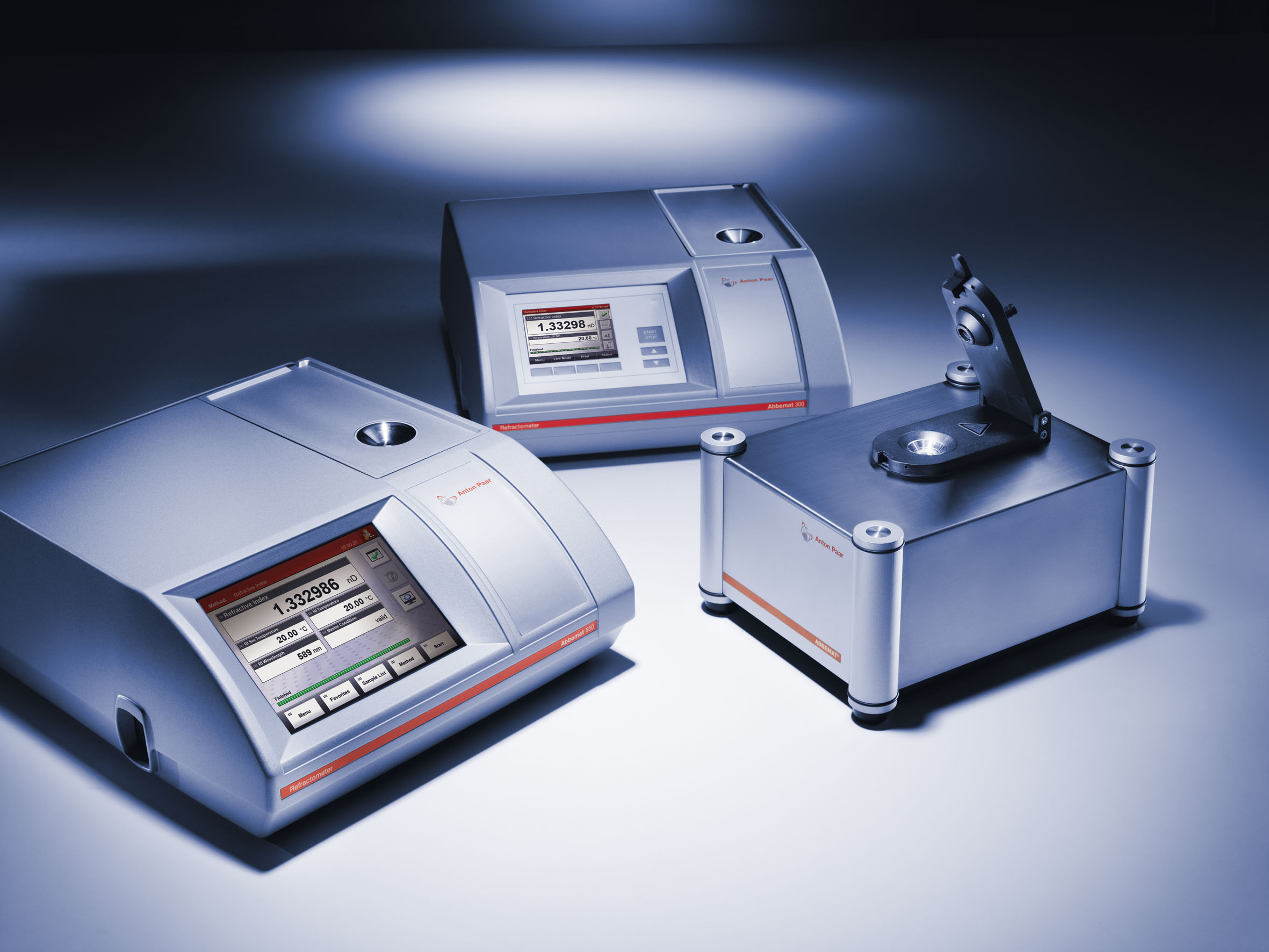
I moderni rifrattometri automatici - Immagine da: Anton Paar GmbH, www.anton-paar.com

## Influenza della temperatura
La temperatura ha un'influenza molto importante nella misura dell'indice di rifrazione. Ne consegue che la temperatura del prisma e la temperatura del campione devono essere controllati con precisione. Ci sono diversi modi per il controllo della temperatura; però ci sono alcuni fattori chiave comuni a tutti, come l'uso di sensori di temperatura di alta precisione e di sistemi Peltier per controllare la temperatura del campione e del prisma. La precisione del controllo di temperatura di questi dispositivi deve essere progettata in modo che la variazione di temperatura del campione sia abbastanza piccola da non causere un cambiamento rilevabile dell'indice di rifrazione. 
Bagni di acqua esterni sono stati utilizzati in passato, ma oggi non sono più necessari.

## Prestazioni estese dei rifrattometri automatici
I rifrattometri automatici sono dispositivi elettronici controllati da microprocessori. Questo significa che possono avere un elevato grado di automazione e anche essere combinati con altri strumenti di misura.

## Celle a flusso
Esistono diversi tipi di celle campione disponibili, che vanno da celle a flusso per pochi microlitri a celle campione con un imbuto di riempimento per il sostituzione rapida del campione senza pulire il prisma tra una misura e l'altra. Le celle campione possono essere utilizzate anche per la misura di campioni velenosi e tossici con una minima esposizione al campione. Le micro celle richiedono un volume di soli pochi microlitri, assicurano un buon recupero di campioni costosi e prevengono l'evaporazione di campioni volatili e/o solventi. Possono essere utilizzati anche con autocampionatori per il riempimento automatico del campione sul prisma del rifrattometro. Per un comodo riempimento del campione attraverso un imbuto, sono disponibili celle di flusso con un imbuto di riempimento. Queste sono utilizzati per una rapida sostituzione del campione nelle applicazioni di controllo qualità.

## Alimentazione automatica del campione

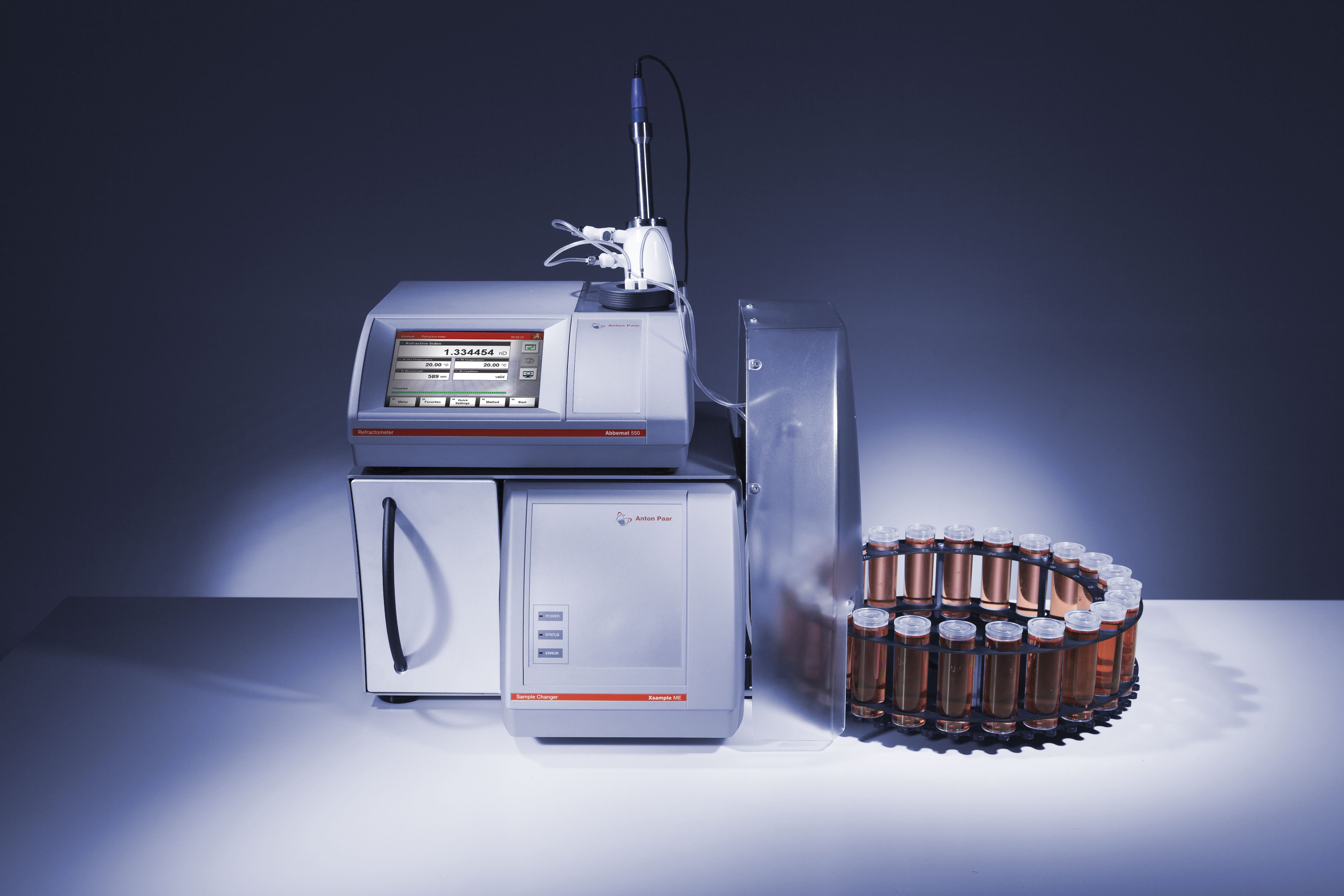
Rifrattometro automatico con scambiatore di campioni per la misura automatica di un gran numero di campioni - Iimmagine da: Anton Paar GmbH, www.anton-paar.com

Una volta che un rifrattometro automatico sia dotato di una cella a flusso, il campione può essere sia riempito mediante una siringa sia utilizzando una pompa peristaltica. I rifrattometri moderni hanno la possibilità di avere una pompa peristaltica incorporata. Questa è controllata tramite il software dello strumento. Una pompa peristaltica apre la strada per controllare processi batch in laboratorio o eseguire più misure su un campione senza alcuna interazione dell'utente. Questa caratteristica permette di eliminare la possibilità dell'errore umano e garantisce un'elevata produttività. Se è richiesta la misura automatica di un gran numero di campioni, i moderni rifrattometri automatici possono essere combinati con un autocampionatore. Il campionatore può essere controllato dal rifrattometro ed assicura una completa automazione delle misure dei campioni dalle fiale del campionatore.

## Misure multiparametriche

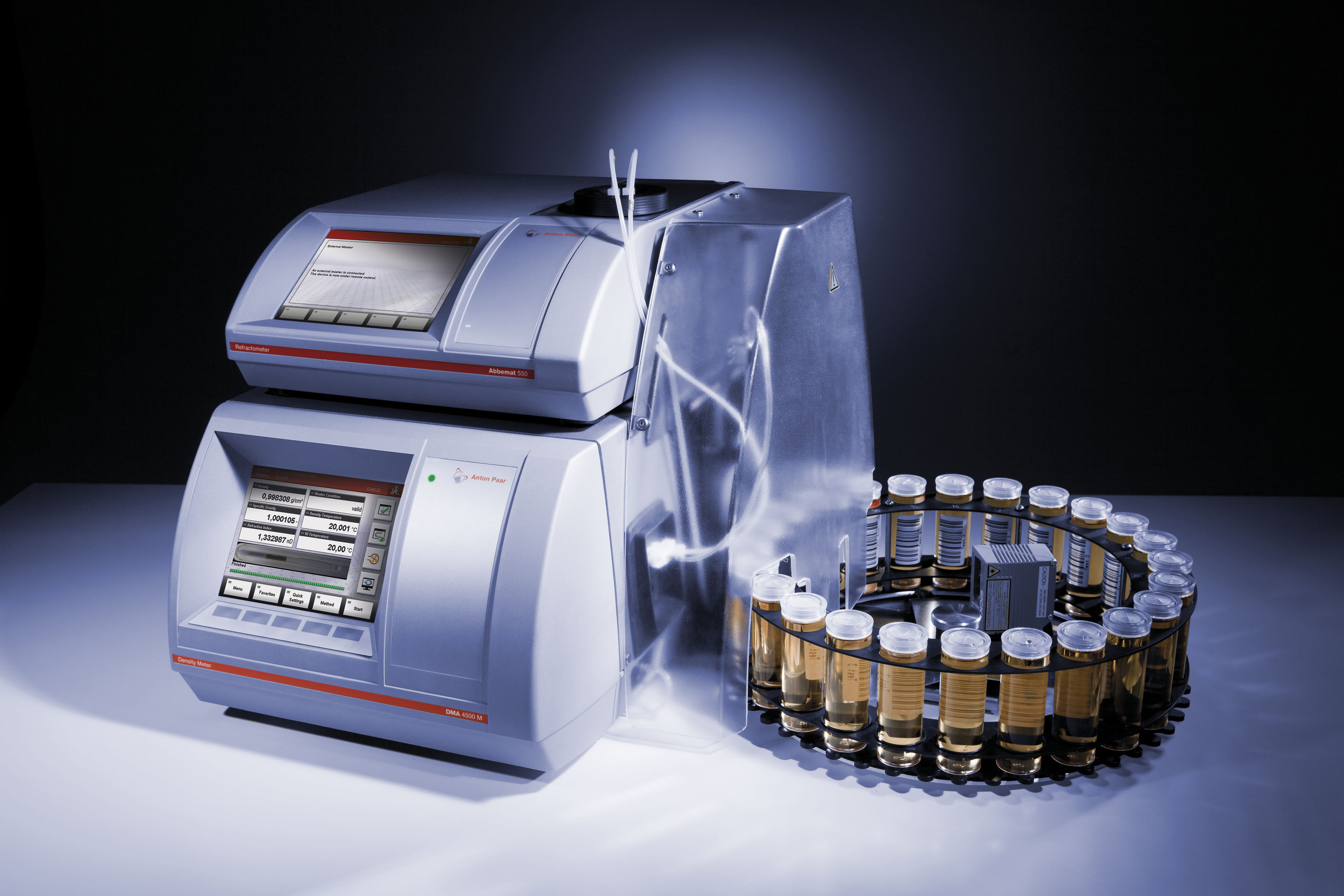
Combinazione di un rifrattometro automatico e di un densimetro, spesso utilizzato nelle aziende produttrici di fragranze e profumi- Immagine da: Anton Paar GmbH, www.anton-paar.com

I laboratori moderni non solo vogliono misurare l'indice di rifrazione di campioni, ma anche molti altri parametri come la densità o la viscosità per poter eseguire un efficace controllo di qualità. Grazie al controllo con microprocessore e al numero di interfacce, i rifrattometri automatici sono in grado di comunicare con i computer o altri dispositivi di misura, ad esempio i misuratori di densità, di pH o di viscosità, per memorizzare i dati dell'indice di rifrazione e della densità (ed altri parametri) in un unico database.

## Caratteristiche del software
I rifrattometri non solo misurano l'indice di rifrazione, ma offrono un elevato numero di caratterisctiche software come
- Impostazioni dello strumento e la configurazione via software 
- Registrazione automatica dei dati in un database
- Emissione dei dati configurabile dall'utente 
- Esportazione dei dati di misura in fogli di dati Excel 
- Funzioni statistiche
- Metodi predefiniti per diversi tipi di applicazioni
- Controlli e regolazioni automatiche 
- Verifica della quantità sufficiente di campione sul prisma
- Registrazione dei dati solo se i risultati sono plausibili

## Documentazione e validazione per l'industria farmaceutica

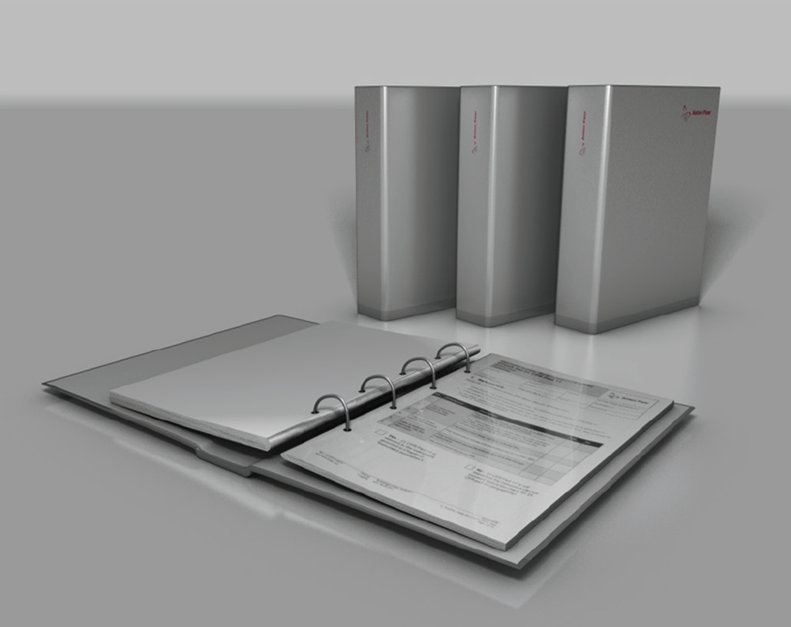
Typical Pharma Validation and Qualification Folder - Source of image: Anton Paar GmbH, www.anton-paar.com

I rifrattometri sono spesso utilizzati in applicazioni farmaceutiche per il controllo qualità delle materie prime e dei prodotti intermedi e finali. I produttori di farmaci devono seguire diverse regolamentazioni internazionali come FDA 21 CFR Part 11, GMP, Gamp 5, USP <1058>, che richiedono un elevato lavoro di documentazione. I produttori di rifrattometri automatici supportano questi utenti fornendo un software dello strumento che soddisfi i requisiti di 21 CFR Part 11, con livelli utente, firma elettronica e audit trail. Inoltre, sono disponibili i pacchetti di validazione e documentazione Pharma, contenenti:
- Piano di qualificazione (QP)
- Qualificazione del Progetto (DQ)
- Analisi dei rischi
- Qualifica di installazione (IQ) 
- Qualifica operativa (OQ) 
- Lista di controllo 21 CFR Part 11 / SOP 
- Qualifica delle prestazioni (PQ)

## Scale generalmente utilizzate
- Brix
- scala Oechsle
- scala Plato
- scala Baumé